# Send Me an Angel
Send Me an Angel is een nummer van de Duitse rockband Scorpions. Het is de vierde single van hun elfde studioalbum Crazy World uit oktober 1990. In juni 1991 werd het nummer in het overgrote deel van Europa op single uitgebracht. Op 18 november dat jaar volgden het Verenigd Koninkrijk, Australië, Nieuw-Zeeland, de VS en Canada.

## Compositie
Net als hun vorige single Wind of Change, is het nummer een ballad. En net als bij Wind of Change speelt de band bij het opnemen van het nummer in op de tijdgeest. Ook bij Send Me an Angel zijn de voor Scorpions kenmerkende gitaarmuren weggelaten en eveneens is er voor dit nummer een toetsenist ingehuurd, in dit geval de van AOR-grootheid Bryan Adams bekende Canadees Jim Vallance. Hiermee speelt men nauwgezet in op het dan populaire AOR-genre.

## Ontvangst
De single werd in een aantal landen een hit. In Duitsland, het thuisland van de Scorpions, behaalde de plaat de 5e positie. In Australië werd de 108e positie bereikt, in Oostenrijk en Frankrijk de 8e, Zwitserland de 14e, Zweden de 4e, de Eurochart Hot 100 en Canada de 19e, de VS de 44e positie in de Billboard Hot 100 en in het Verenigd Koninkrijk de 27e positie in de UK Singles Chart. 
In Nederland werd de plaat veel gedraaid op Radio 3 en werd een enorme hit in de destijds twee landelijke hitlijsten op de nationale publieke popzender. De plaat bereikte de 4e positie in zowel de Nederlandse Top 40 als de Nationale Top 100.
In België bereikte de plaat 
de 4e positie in de voorloper van de Vlaamse Ultratop 50 en de 2e positie in de Vlaamse Radio 2 Top 30. In Wallonië werd géén notering behaald.
Sinds de editie van december 2014 staat de plaat genoteerd in de jaarlijkse NPO Radio 2 Top 2000 van de Nederlandse publieke radiozender NPO Radio 2 met als hoogste notering tot nu toe een 1094e positie in 2021.

## NPO Radio 2 Top 2000
| Nummer met noteringen in de NPO Radio 2 Top 2000 | '14  | '15  | '16  | '17  | '18  | '19  | '20  | '21  | '22  | '23  | '24  |
| ------------------------------------------------ | ---- | ---- | ---- | ---- | ---- | ---- | ---- | ---- | ---- | ---- | ---- |
| Send Me an Angel                                 | 1327 | 1266 | 1331 | 1408 | 1254 | 1177 | 1139 | 1094 | 1099 | 1178 | 1191 |

1. ↑  Een vetgedrukt getal geeft de hoogste notering aan.
2. ↑  2014 was het eerste jaar met een notering voor dit nummer.